# ノーニュークス・アジア・フォーラム
ノーニュークス・アジア・フォーラム (英: No Nukes Asia Forum) は「核も原発もないアジア」を目指すための各国のNGOによる緩やかなネットワーク。狭義には同じ名称で1 - 2週間の期間で開かれるシンポジウムをいう。第1回は1993年に1354人、177団体の賛同を得て日本で開かれた。第14回は2011年に日本で開かれ、東京・福島・祝島・広島の各地を回った。第15回は2012年に韓国で、第16回は2014年に台湾で開催。第17回は2016年に日本で福島県を中心に開催された。

## 概要
1992年横浜でNGOにより開かれたプレ・地球サミットで、韓国反核資料情報室の金源植(キム・ウォンシク)の提案により発足した。
1993年に日本で第一回フォーラムが開催され、アジア8か国（韓国、台湾、フィリピン、インドネシア、タイ、マレーシア、インド、日本）が参加。その後、2002年までは毎年、その後は不定期に開かれている。国際会議ではあるが、英語ができる都市部の活動家や学者だけでなく、原発立地現地の人々が多く参加しているのが特徴。また、フォーラム自体も、都市部での会議だけでなく、現地での交流会などが必ず設けられている。
特に台湾では、住民の反対や度重なる事故により建設から10年を経てもなお稼働していない台湾第四原子力発電所が日本から輸出され、初めてのアジア間の原発輸出となることなどから、日本に次ぐ開催回数を経ており、毎回、建設現地貢寮で住民との交流を行っている。
事務局は日本に置かれており、隔月発行のノーニュークス・アジア・フォーラム通信が発行されている。また、1998年から国内向けのメーリングリストによる情報交換も行われている。

## 開催履歴
- 第1回: 1993年 日本
- 第2回: 1994年 韓国
- 第3回: 1995年 台湾
- 第4回: 1996年 インドネシア
- 第5回: 1997年 フィリピン
- 第6回: 1998年 タイ
- 第7回: 1999年 インド
- 第8回: 2000年 日本
- 第9回: 2001年 韓国
- 第10回: 2002年 台湾
- 第11回: 2005年 台湾
- 第12回: 2008年 日本
- 第13回: 2010年 台湾
- 第14回: 2011年 日本
- 第15回: 2012年 韓国
- 第16回: 2014年 台湾
- 第17回: 2016年 日本

## 第15回: 2012年 韓国 の日程
- 3月19日(月) : サムチョク(新規原発予定地)集会、デモ
- 3月20日(火) : ヨンドク(新規原発予定地)集会、デモ
- 3月21日(水) : プサンで「環太平洋原子力会議」に対する抗議行動、フォーラム
- 3月22日(木) : ソウル・ソガン大学で「核安保サミット」に対抗する国際会議
- 3月23日(金) : ソウルで「原子力産業サミット」に対する抗議アクション、パネルディスカッション、共同声明、さよならパーティ
- 3月25日(土) : 「核安保サミット」抗議・集中行動

## 第16回: 2014年 台湾 の日程
- 9月25日(木) : 海外参加者台北到着
- 9月26日(金) : 国際会議（於:台湾師範大学国際会議ホール）アジア各国からの報告など、夜は歓迎パーティー・講演会 場所：「反核四五六」[注釈 1]
- 9月27日(土) : 午前：NNAF国際会議・共同声明採択、午後：「慈林文教中心」、「台湾社会運動歴史記録センター」「台湾民主化運動舘」を訪問
- 9月28日(日) : 第一原発、第二原発、第四原発を見学、住民との座談会。夜：送別夕食会
- 9月29日(月) : 午前、立法院で記者会見、参加者帰国
- 9月29日(月) - 30日(火)：オプショナル 飛行機で蘭嶼島の核廃棄物貯蔵所を見学

## 第17回: 2016年 日本 の日程
- 3月22日(火) 参加者到着・歓迎交流会
- 3月23日(水) 福島県いわき市にて各国報告、福島の参加者からの報告
- 3月24日(木) 福島の参加者の報告を受けて各国の参加者との討論。
午後は帰宅困難地域(当時)へのフィールドワークを実施。
夜は反核世界社会フォーラムと合流し集会を開催
- 3月25日(金) 放射能市民測定室「たらちね」への訪問の後、東京へ移動
- 3月26日(土) 代々木公園で開催された No Nukes Day「原発のない未来へ！3.26全国大集会」に参加
- 3月27日(日) 反核世界社会フォーラム･分科会「原発を輸出しないで！〜アジアの人びとの叫び」に参加
- 3月28日(月) インド･トルコの参加者による参議院議員会館講堂での院内集会の後、衆議院議員会館で政府交渉を行った。